# Distretto di Tùšig
Il distretto di Tùšig è uno dei sedici distretti (sum) in cui è suddivisa la provincia del Sėlėngė, in Mongolia. Conta una popolazione di 1.420 abitanti (censimento 2008). 